# Araeolaimus septentrionalis
Araeolaimus septentrionalis is een rondwormensoort uit de familie van de Diplopeltidae. De wetenschappelijke naam van de soort is voor het eerst geldig gepubliceerd in 1963 door Kreis.